# Sergenterie de Cerisy
La sergenterie de Cerisy est une ancienne circonscription administrative de la Manche et du Calvados. Elle faisait partie en 1612/1636 et 1677 de l'élection de Bayeux, puis elle fut partagée à partir de 1691 entre les élections de Saint-Lô et Bayeux, ces 2 élections faisant partie de la généralité de Caen.

## Composition
À l'origine, elle comprenait 23 paroisses. En 1691, seule la paroisse de Cerisy passa dans l'élection de Saint-Lô, les autres sont restées dans l'élection de Bayeux. Lors de la création des départements, Cerisy fut introduite dans la Manche, les autres paroisses correspondent aujourd'hui à des communes situées dans le Calvados.
1. Cerisy

1. Agy
2. Baynes
3. Bernesq
4. Blay
5. Le Breuil
6. Campigny
7. Cottun
8. Crouay
9. La Haye-Piquenot
10. Littry
11. Mandeville
12. Noron
13. Notre-Dame-de-Blagny
14. Le Molay
15. Ranchy
16. Rubercy
17. Saint-Martin-de-Blagny
18. Saon
19. Saonnet
20. Tessy
21. Tournières
22. Trévières